# Juna Amiko
Het tijdschrift Juna Amiko (betekenis: Jonge Vriend) is een uitgave van de Internationale Bond van Esperantoleraars (afgekort: ILEI). Juna Amiko is in het bijzonder bedoeld voor diegenen die al een basiskennis hebben van het Esperanto, maar geen leesmateriaal kunnen vinden in eenvoudig en gemakkelijk-te-begrijpen Esperanto.
Het heeft een full-color kaft en bevat vele afbeeldingen. Het wordt in elkaar gezet en gedrukt in Hongarije, maar heeft lezers in zo'n vijftig landen. De redacteur heeft een netwerk van vaste medewerkers in zo'n vijftien landen. Alle artikelen worden zorgvuldig gecontroleerd door leden van de Esperanto-Academie.
Driemaal per jaar (in de maanden april, september en december) verschijnt het tijdschrift dat op taalgebruik wordt gecontroleerd door Baldur Ragnarsson, lid van de Akademio de Esperanto en inwoner van IJsland.